# Teorema de Gauss-Màrkov
El Teorema de Gauss-Màrkov, en estadística, formulat per Carl Friedrich Gauss i Andrei Màrkov, estableix que en un model lineal general (MLG) en el qual s'estableixin els següents supòsits:
- Correcta especificació: el MLG ha de ser una combinació lineal dels paràmetres (B) i no necessàriament de les variables: Y = XB+U
- Mostreig aleatori simple: la mostra d'observacions del vector (yi, x2i, x3i,..., xki) és una mostra aleatòria simple i, per tant, el vector (yi, X'i) és independent del vector (yi, X'j)
- Esperança condicionada de les pertorbacions nul·la: E (Ui/X'i) = 0
- Correcta identificació: la matriu de regressors (X) ha de tenir rang complet: rg (X) = K ≤ N
- Homoscedasticitat: Var (U/X) = S2I

L'estimador mínim quadràtic ordinari (MCO) de B és l'estimador lineal i no esbiaixat òptim (ELIO o en anglès BLUE: best linear unbiased estimator), és a dir, l'estimador MQO és l'estimador eficient dins de la classe d'estimadors lineals i no esbiaixats.
Aquest teorema es basa en 10 supòsits, anomenats, Supòsits de Gauss-Markov, que serveixen com a hipòtesi per a la demostració del mateix:
1. El model està correctament especificat.
2. Ha de ser lineal en els paràmetres.
3. El valor de la mitjana condicional és zero.
4. Hi ha homoscedasticitat.
5. No existeix correlació entre les pertorbacions.
6. La covariància entre ui i xi és zero.
7. El nombre d'observacions és major que el de paràmetres.
8. Existeix variabilitat entre les x.
9. No hi ha multi-colinealitat perfecta.
10. Les x són no estocàstiques, és a dir, són fixes en mostres repetides.